# Escaudœuvres
Escaudœuvres è un comune francese di 3 204 abitanti situato nel dipartimento del Nord nella regione dell'Alta Francia.

## Società

### Evoluzione demografica
Abitanti censiti